# Malá Lhota (okres Blansko)
Obec Malá Lhota se nachází v okrese Blansko v Jihomoravském kraji. Žije zde 158 obyvatel.

## Historie
První písemná zmínka o obci pochází z roku 1596. V letech 2006–2010 byla starostkou Ingrid Pleskačová, 2010 - 2018 Rostislav Vlach, od roku 2018 tuto funkci vykonává Ing. Libor Fuchs.

## Pamětihodnosti
- Kaple svaté Anny
- Kříž

## Galerie

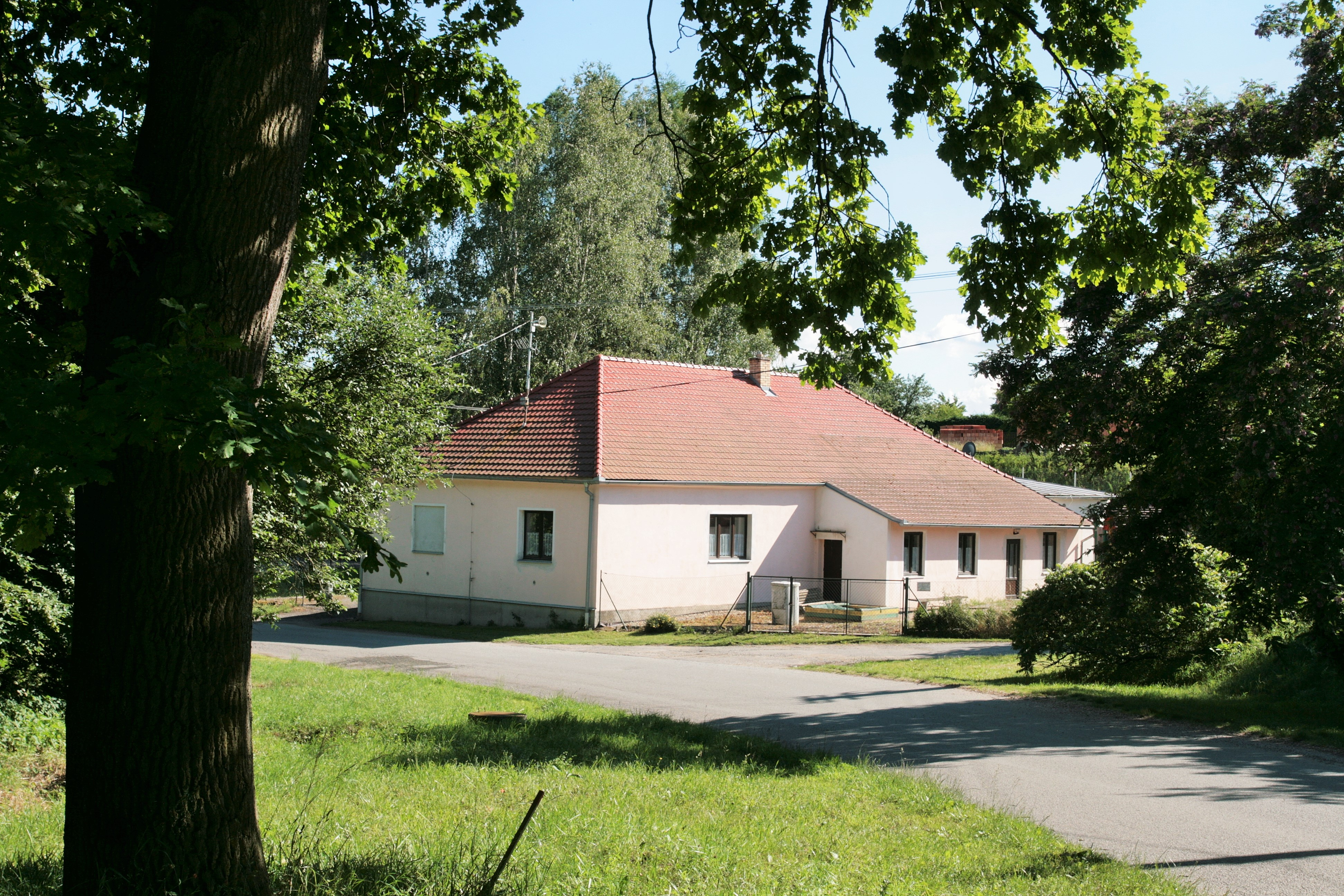
Obecní úřad s kulturním domem
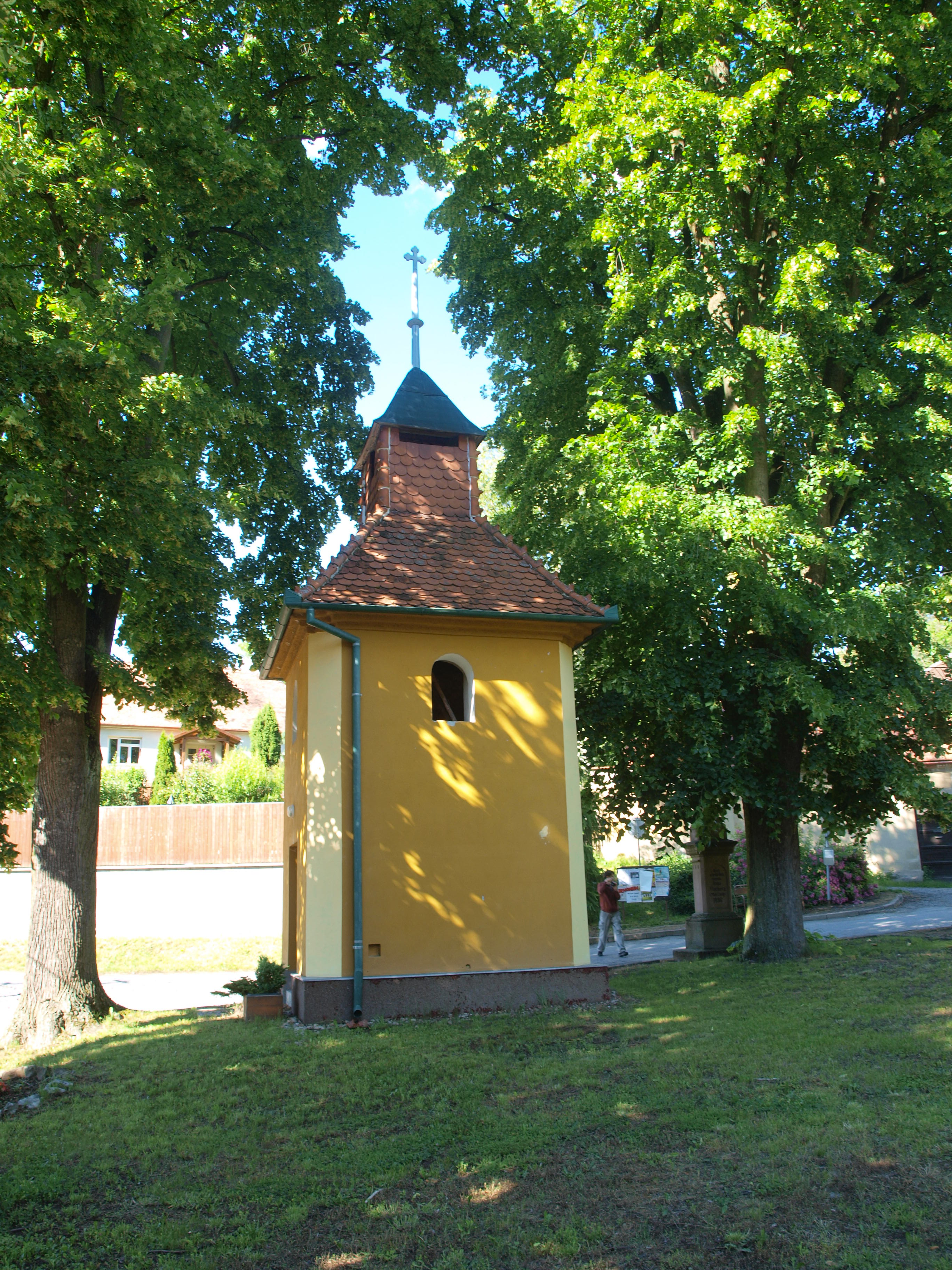
Kaple svaté Anny
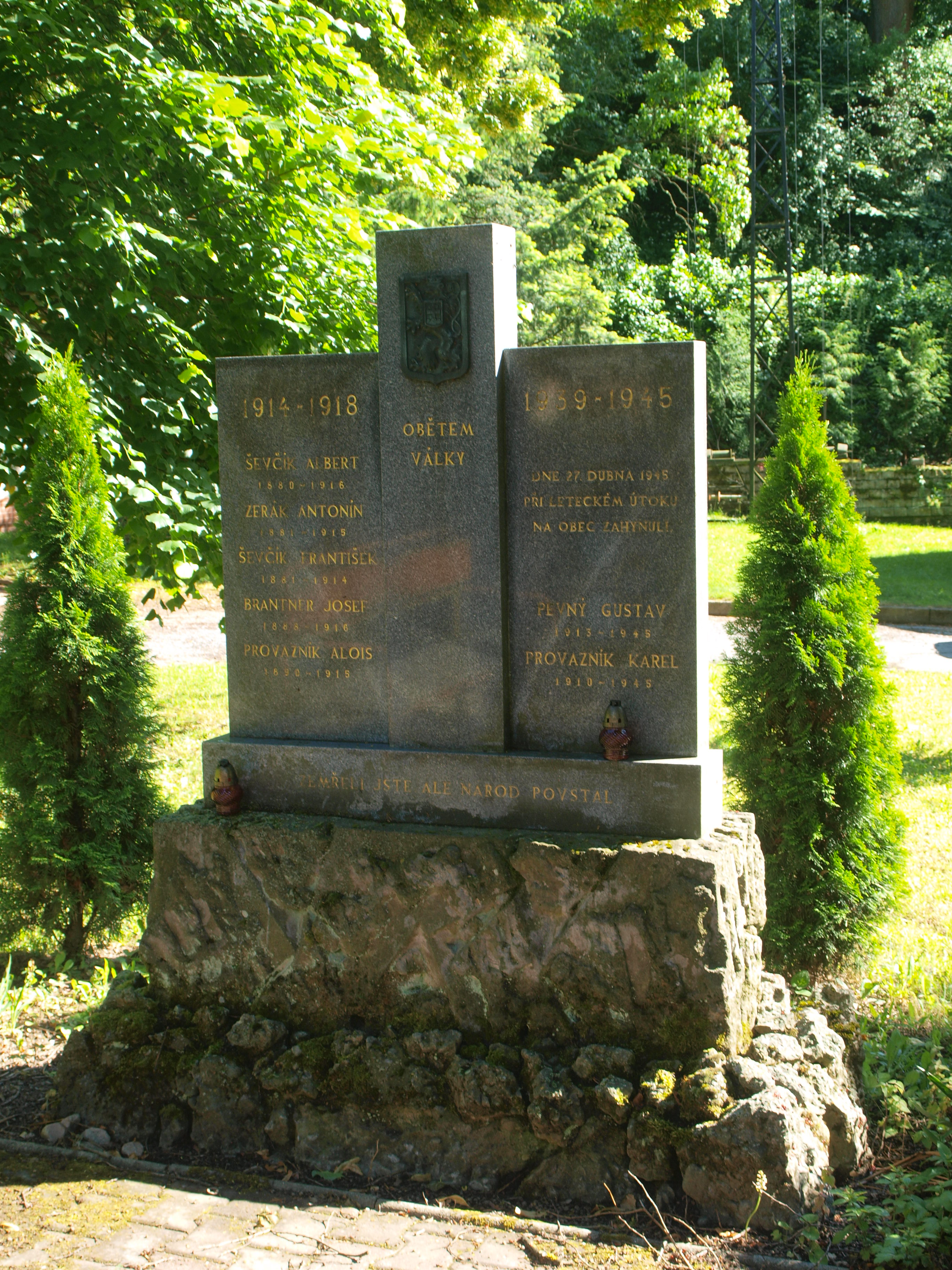
Památník obětem obou světových válek
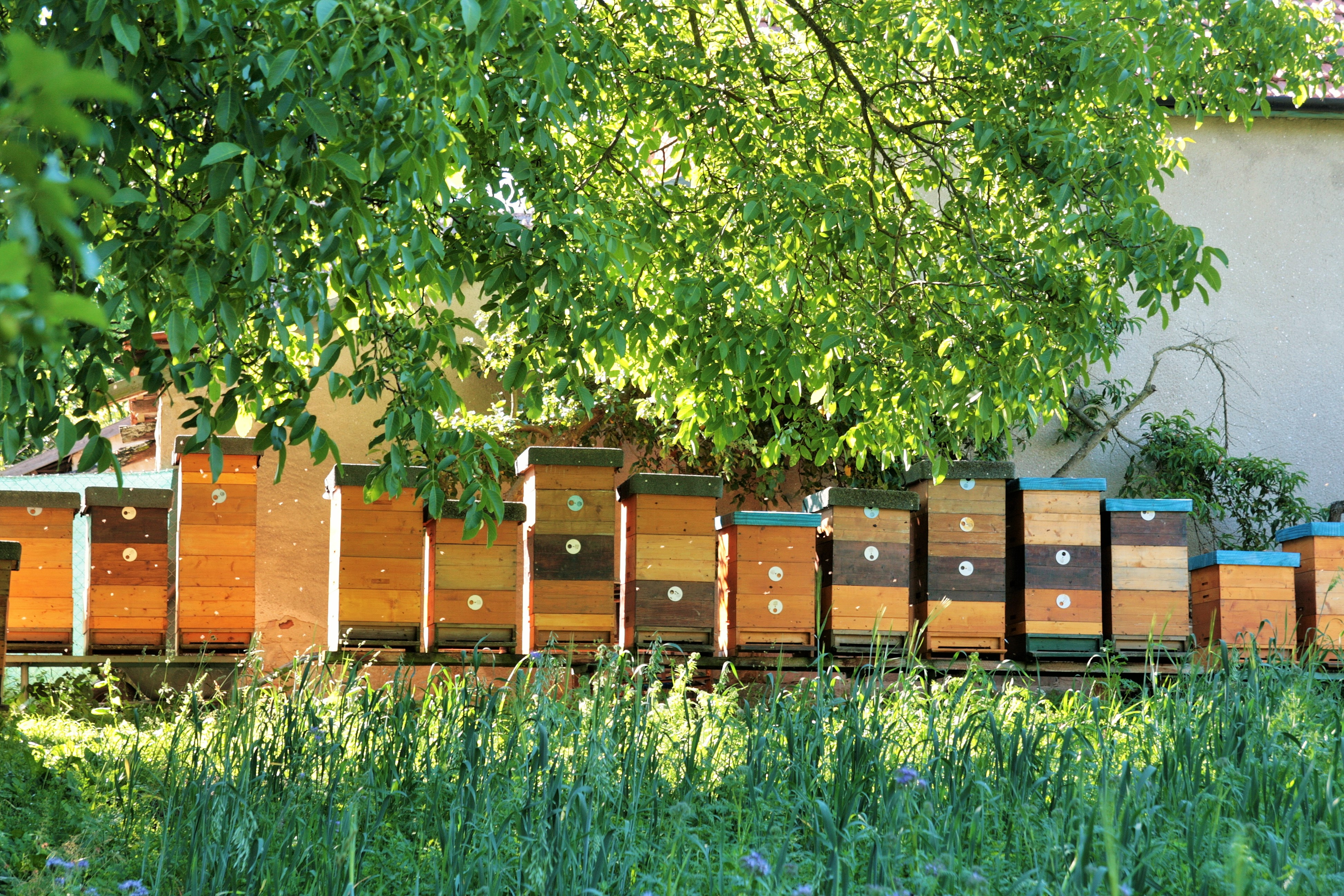
Úly před domem
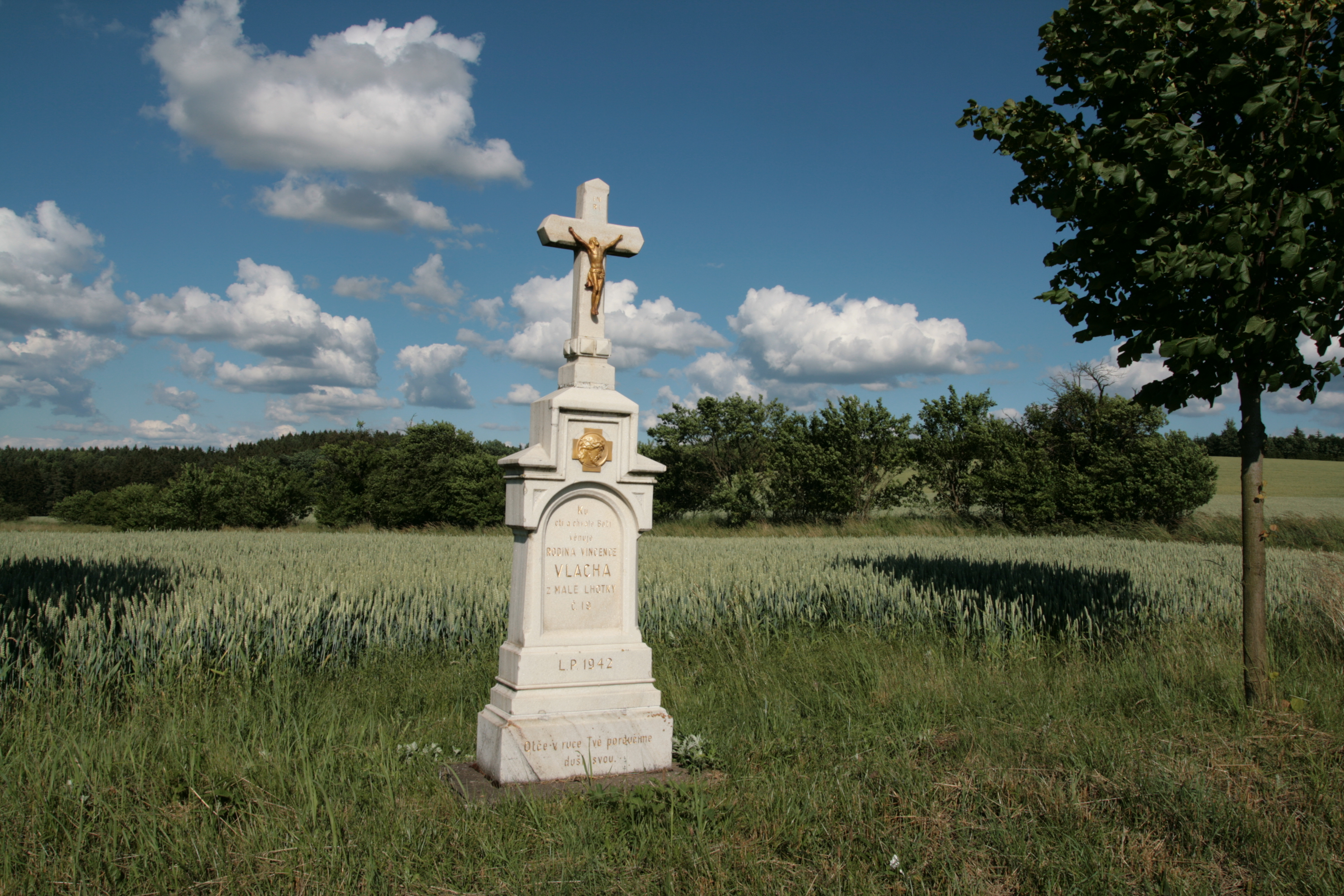
Kříž u cesty na Žernovník